# Muraltia serpylloides
Muraltia serpylloides är en jungfrulinsväxtart som beskrevs av Dc.. Muraltia serpylloides ingår i släktet Muraltia och familjen jungfrulinsväxter. Inga underarter finns listade i Catalogue of Life.